# Crassiholaster
Crassiholaster is een geslacht van uitgestorven zee-egels uit de familie Holasteridae.

## Soorten
- Crassiholaster bischoffi (Renevier, 1868) † Albien en Cenomanien, Europa.
- Crassiholaster subglobosus (Leske, 1778) † Cenomanien, Europa.
- Crassiholaster sulciproctus Smith & Wright, 2003 † Cenomanien, Verenigd Koninkrijk.
- Crassiholaster sphaericus (Schluter, 1869) † Cenomanien, Groot-Brittannië, Duitsland.